# Палаццо Веньер-деи-Леони
Палаццо Веньер-деи-Леони (итал. Palazzo Venier dei Leoni) — недостроенный дворец в Венеции, расположенный в районе Дорсодуро на Гранд-канале, недалеко от базилики Санта-Мария-делла-Салюте. В палаццо находится коллекция Пегги Гуггенхайм.

## История
Палаццо было спроектировано в 1749 году архитектором Лоренцо Боскетти (автор фасада церкви Сан-Барнаба) для семьи Веньер. Проект предусматривал здание, которое объединяло бы стили Палладио и Лонгены, двух архитекторов, которые оставили значительное наследие в Венеции. Однако амбициозный проект остался незавершённым: проблемы с финансированием у семьи Веньер привели к тому, что была построена только часть первого этажа палаццо.
В музее Коррер можно увидеть деревянную модель того, как должно было выглядеть палаццо в завершённом виде. Существует две версии относительно незавершённости постройки: по одной из них, влиятельная семья Корнер, владевшая одноименным палаццо, расположенным напротив, на противоположном берегу канала, опасалась затенения своего палаццо и добилась того, чтобы здание не было построено; по другой версии наследники семьи Веньер, выполняя завещание умершего отца, наказавшего построить новое палаццо, но не обладая достаточными средствами, чтобы завершить его, решили проблему, начав строительство, как предписывало завещание, но не завершив его.
В 1910 году в палаццо поселилась Луиза Казати, которая из-за финансовых проблем была вынуждена продать его в 1924 году.
В 1948 году Пегги Гуггенхайм приобрела палаццо, которое стало не только её венецианским домом, но также и местом для небольшой, но ценной коллекции современного искусства.
Причина присутствия в названия палаццо слова «леоне» неизвестна, однако вероятно, что это связано с присутствием скульптурных элементов, изображающих львов, расположенных вдоль основания фасада. Существует и другая версия, согласно которой Веньер держали в саду льва.

## Архитектура
Здание одноэтажное, недостроенное, рустованый фасад, выполненный из истрийского камня, выходит на Гранд-канал. По фасаду расположены восемь монофор, под которыми над водой находятся маскароны в виде голов львов. В центре фасада расположен вход, представляющий собой нишу, в которой расположена калитка, за которой находится широкая терраса, откуда открывается вид на Гранд-канал от моста Академии до площади Святого Марка. Внутри палаццо размещена коллекция Пегги Гуггенхайм, включающая работы таких художников, как Пикассо, Кандинский, Магритт, Поллок, а также оригинальная мебель спальни Пегги Гуггенхайм. Позади палаццо расположен небольшой сад, в котором покоится прах Пегги Гугенхайм рядом с её собаками породы Лхасские апсо.